# Gare du Valdahon
Ne doit pas être confondu avec Gare du Valdahon-Camp-Militaire.
La gare du Valdahon est une gare ferroviaire française de la ligne de Besançon-Viotte au Locle-Col-des-Roches, située sur le territoire de la commune de Valdahon, dans le département du Doubs, en région Bourgogne-Franche-Comté.

## Situation ferroviaire
Établie à 649 mètres d'altitude, la gare du Valdahon est située au point kilométrique (PK) 437,963 de la ligne de Besançon-Viotte au Locle-Col-des-Roches, entre les gares ouvertes du Valdahon-Camp-Militaire et d'Avoudrey.

## Fréquentation
La fréquentation de la gare est détaillée dans le tableau ci-dessous :
| Année                      | 2015    | 2016    | 2017    | 2018    | 2019    | 2020    | 2021    | 2022    | 2023    | 2024    |
| -------------------------- | ------- | ------- | ------- | ------- | ------- | ------- | ------- | ------- | ------- | ------- |
| Voyageurs                  | 158 883 | 151 751 | 173 004 | 150 733 | 172 111 | 154 754 | 147 080 | 210 288 | 209 409 | 155 474 |
| Voyageurs et non voyageurs | 198 603 | 189 689 | 216 255 | 188 417 | 215 139 | 193 443 | 183 850 | 262 860 | 261 762 | 194 342 |

## Service des voyageurs

### Accueil
La gare est ouverte à la sécurité tous les jours afin d'effectuer les croisements des TER Besançon - Morteau - La Chaux-de-Fonds. Un guichet est également ouvert du lundi au vendredi sauf les jours fériés.
Les horaires d'ouverture du guichet pour 2023 (sous réserve de modifications) sont les suivants :
- de 6h00 à 11h00 et de 15h15 à 18h00 du lundi au vendredi sauf les jours fériés
- Fermée le samedi, dimanche et les jours fériés

### Desserte

#### TER Bourgogne-Franche-Comté
- Relation Besançon-Viotte → Gare du Valdahon|Valdahon → Morteau → La Chaux-de-Fonds

- 5 aller-retour TER entre Besançon et Morteau (3 à 4 A/R le week-end). Ces trains desservent toutes les gares entre Besançon-Viotte et Morteau.
- 5 aller-retour TER de/vers Besançon du lundi au vendredi pour les relations domiciles/études ou travail.
- 1 aller-retour en car TER, permettant de prendre le TGV Besançon-Paris tôt le matin avec retour en fin de soirée, proposé du lundi au vendredi
- 1 aller-retour Besançon-Morteau (aller le matin et retour en soirée amorcé depuis Le-Locle en Suisse) circulant du lundi au vendredi.
- 1 car Besançon-Le Valdahon le dimanche soir tard.
- depuis le service d'hiver 2008/2009, il existe également un bus permettant de rejoindre Morteau tôt le matin pour les besoins des frontaliers du lundi au vendredi.

## Service des marchandises
Cette gare est ouverte au service du fret.

## Galerie photos

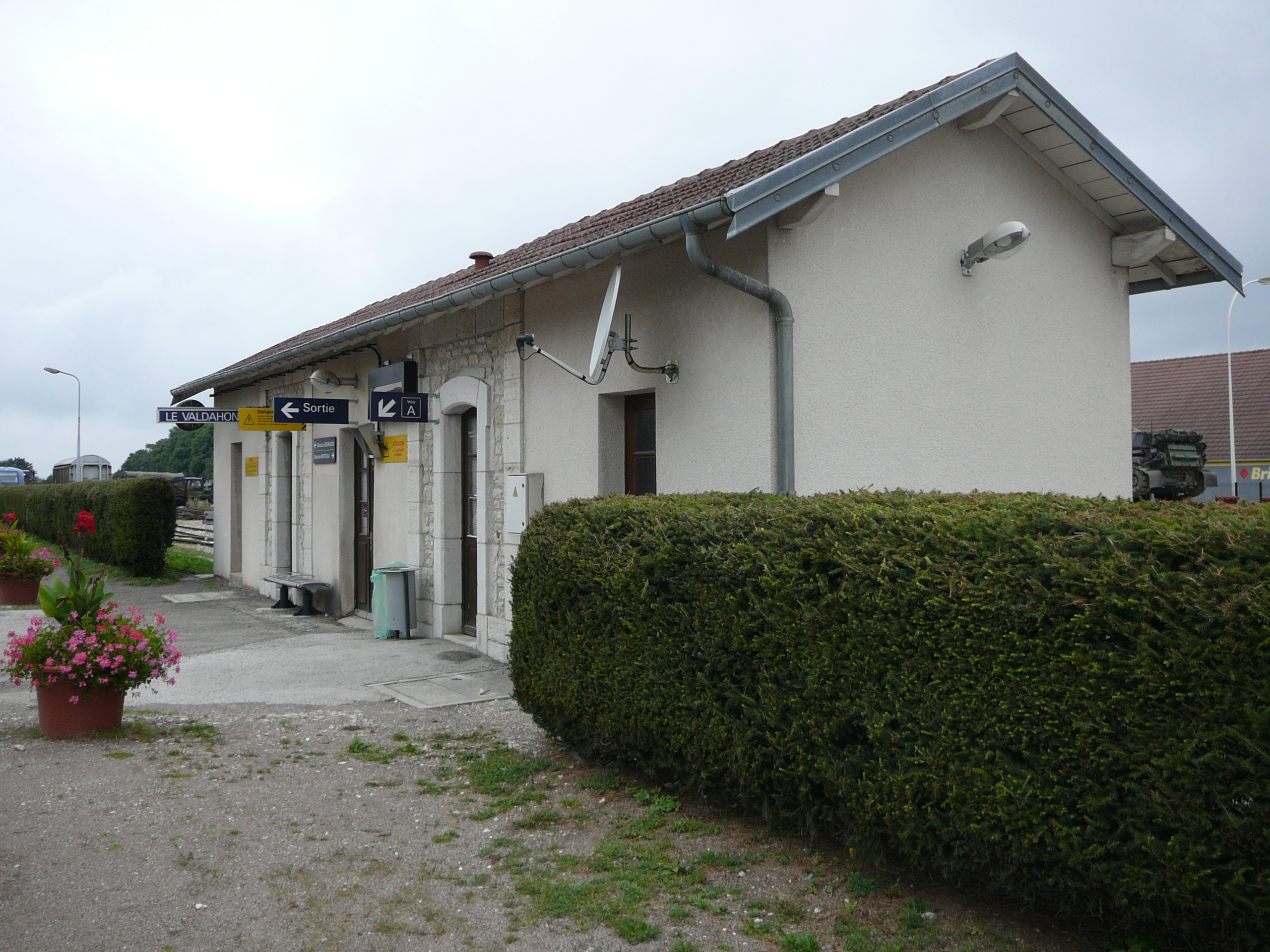
Abri voyageur du quai 2.
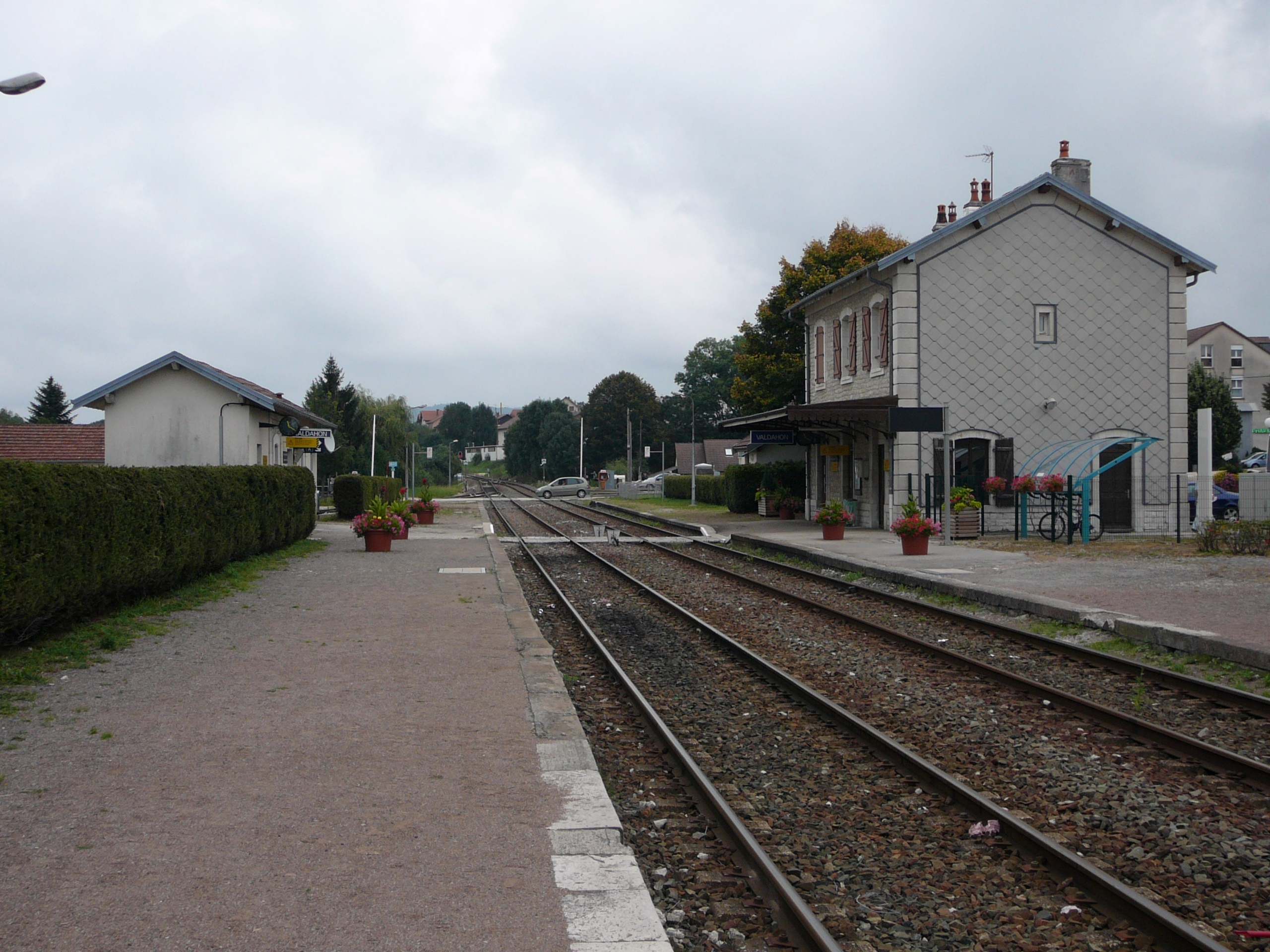
Gare de Valdahon. Vue direction Morteau.
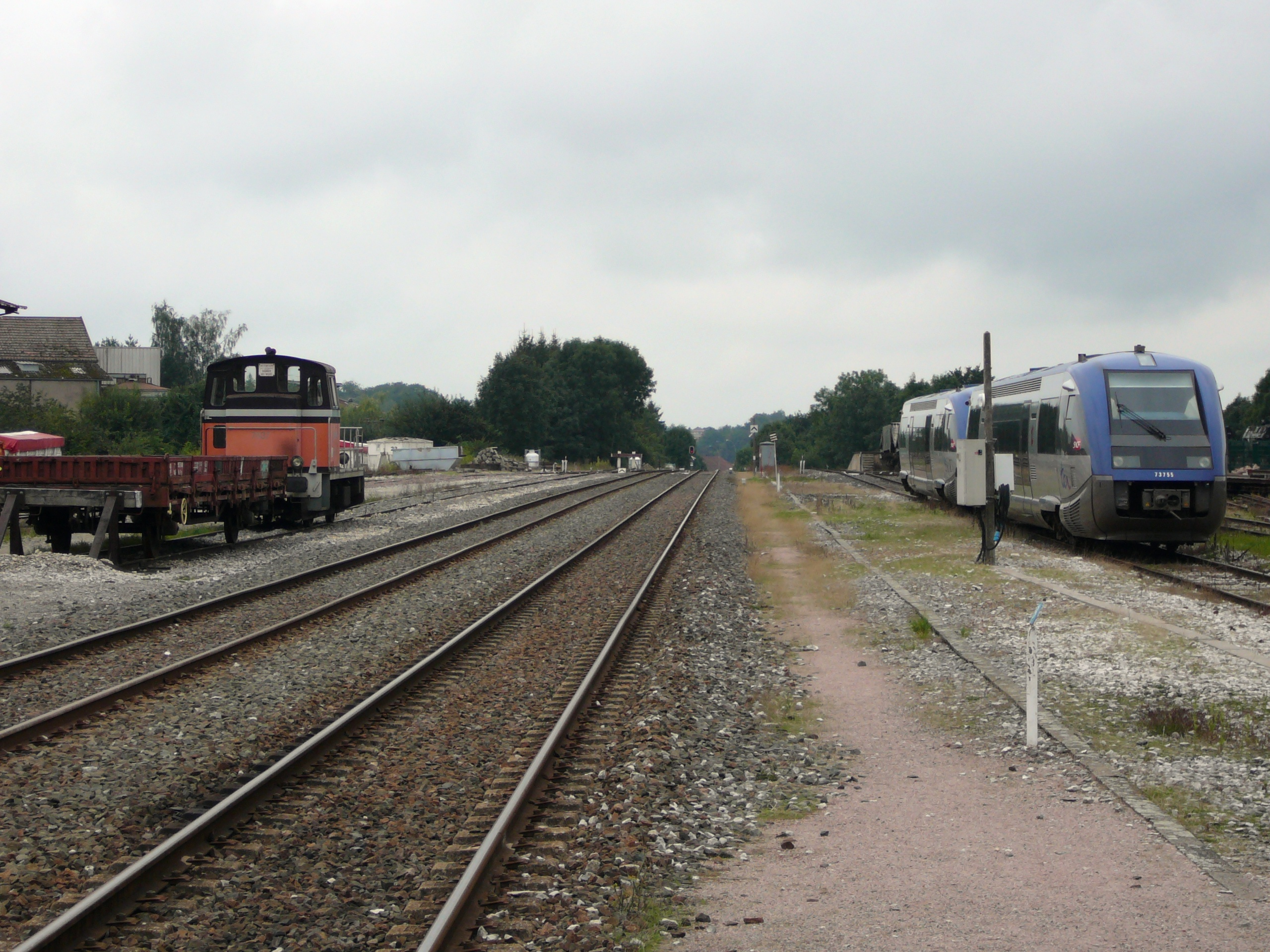
Gare de Valdahon. Vue direction Besançon.
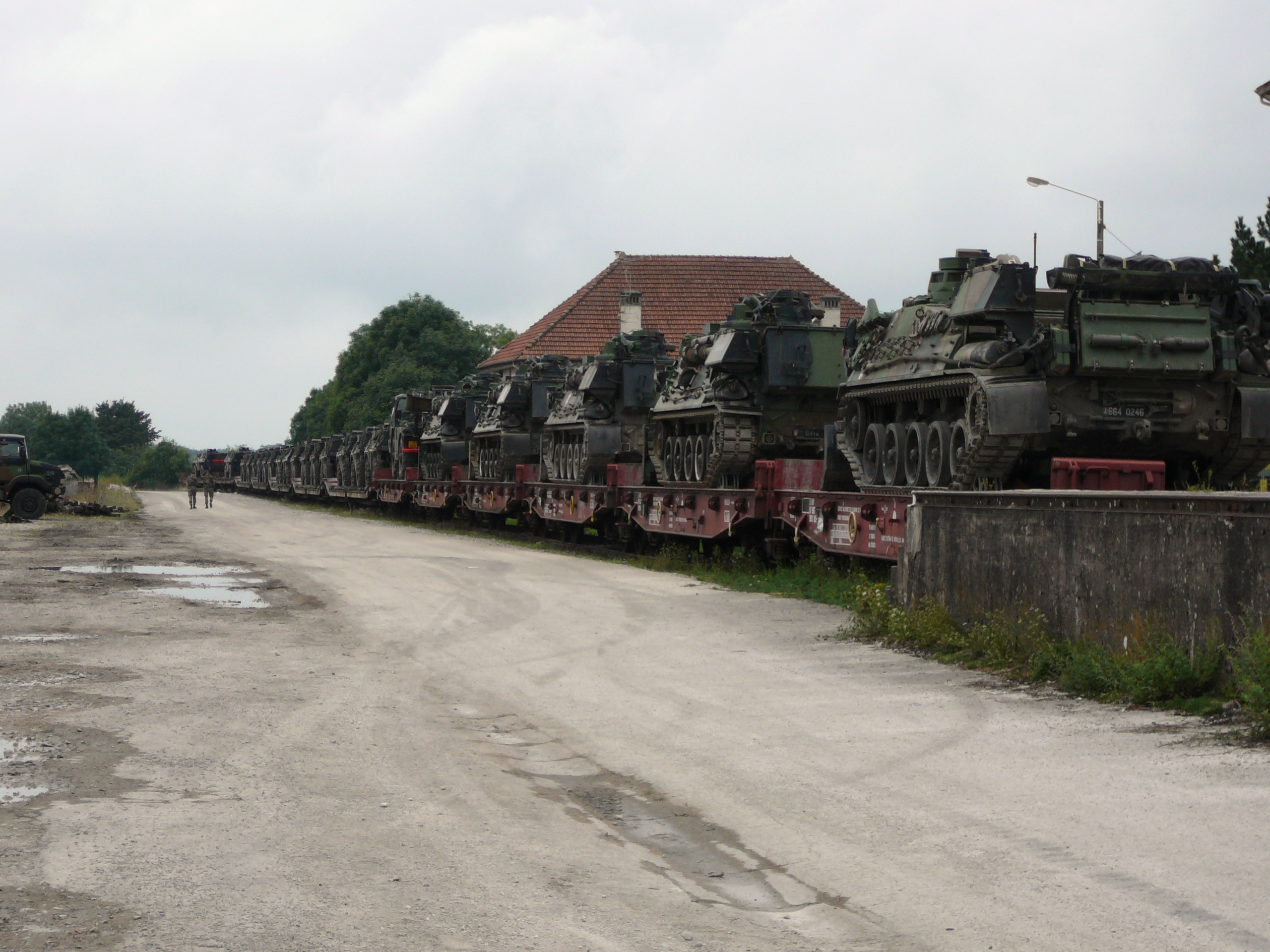
Gare de Valdahon. Voies de débord.
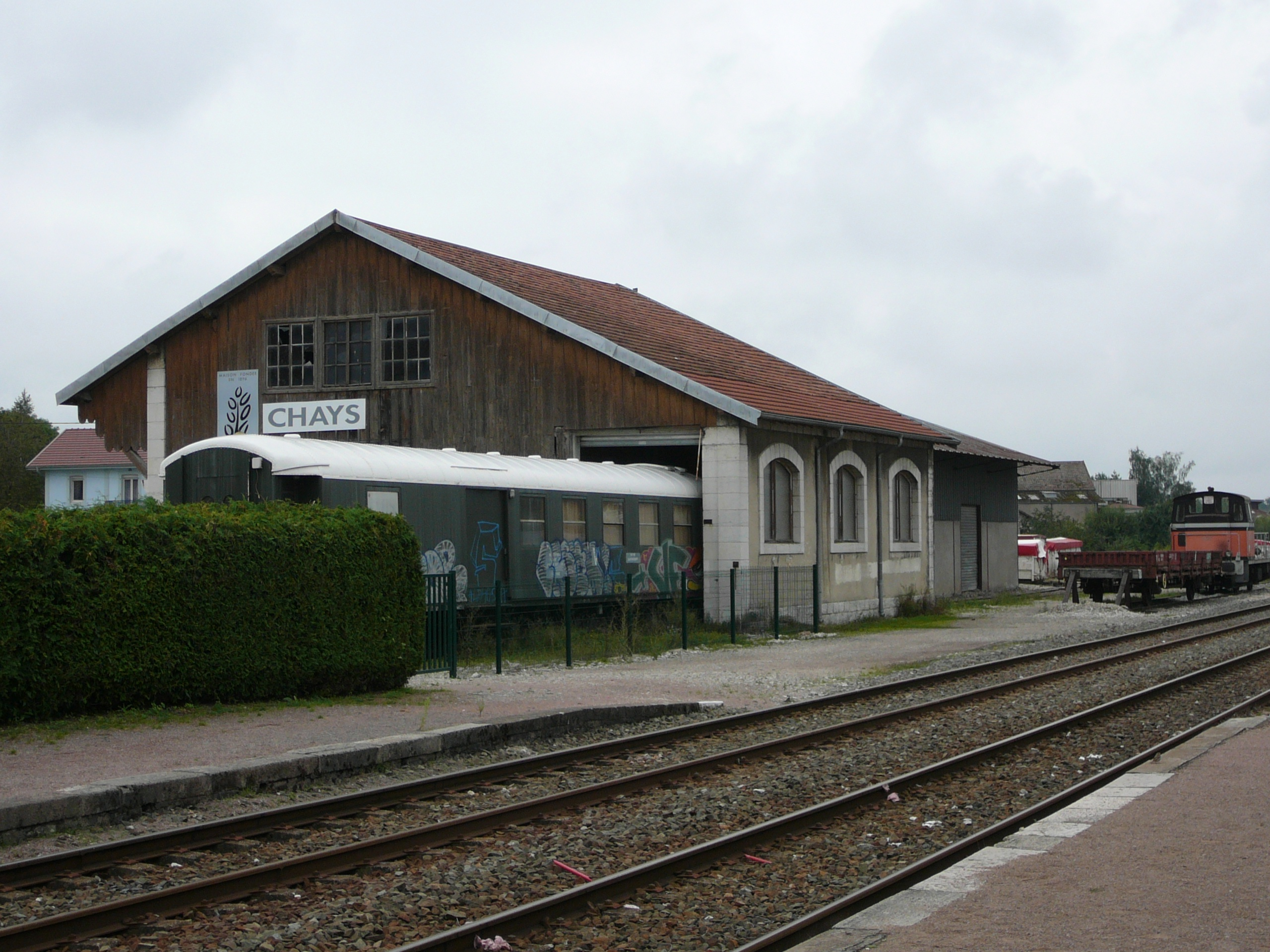
Gare de Valdahon. Halle marchandises.